# Classicauto
Classicauto – czasopismo motoryzacyjne, polski miesięcznik motoryzacyjny, ukazujący się od 2006 roku, wydawany w Warszawie.

## Historia
Magazyn powstał w 2006 roku, zastępując czasopismo GT Classic. Od 2007 roku rozgrywany jest puchar Classicauto CUP. Pomysłodawcą oraz długoletnim redaktorem naczelnym został Wojciech Jurecki. Periodyk w całości bazuje na autorskich tekstach oraz zdjęciach. Z czasopismem współpracował m.in. Tymon Grabowski.
Główną treścią są testy samochodów zabytkowych i klasycznych. Pomimo jednoznacznie motoryzacyjnych konotacji, gazeta ma lifestylowy charakter. Siedziba redakcji mieściła się w Warszawie na Żoliborzu, skąd została przeniesiona na Mokotów, na ulicę Kazimierzowską. Classicauto jest wydawane przez Stratos Concept i jest jednym z droższych tytułów na rynku polskich czasopism motoryzacyjnych. Hasłem przewodnim miesięcznika jest: „magazyn prawdziwych samochodów’.

## Redaktorzy naczelni
- Wojciech Jurecki (2006–2018),
- Piotr Sielicki (od 2018–2022[4]),
- Mateusz Żuchowski (2022–2025)[5],
- Rafał Sękalski (od 2025)[6].

## Nagrody
- Okładki Classicauto zdobyły trzykrotnie (w  2010[7], 2011[8] oraz 2017[9]) nagrody główne w swojej kategorii w konkursie Grand Front.